# B'z TV Style SONGLESS VERSION
『B'z TV Style SONGLESS VERSION』（ビーズ・ティーヴィー・スタイル・ソングレス・ヴァージョン）は、日本の音楽ユニット、B'zが1992年2月19日にBMGビクターからリリースした1枚目のコンピレーション・アルバムである。

## 内容
後にBMGルームス（現：VERMILLION RECORDS）の設立に伴い、発売権がBMGルームスに移行。
タイトルに含まれるTV Styleとは、テレビ出演の際などに使われる、オリジナル音源からメイン・ボーカルのみを抜き出したいわゆる「カラオケ」バージョンのことである。38thシングル『愛のバクダン』初回盤収録の4th beat「愛のバクダン（TV STYLE）」も同じである。
3rdシングル『LADY-GO-ROUND』を除いた、1stシングル『だからその手を離して』から9thシングル『ALONE』までのシングル全曲と、過去のオリジナル・アルバム、ミニ・アルバムからそれぞれ数曲が収録されている。
付属しているブックレット（歌詞カード）には、公式CDであるにもかかわらず、B'z本人たちの写真は記載されず、本人達のシルエットのみが映っている。裏ジャケットに使われている写真は、アルバム『IN THE LIFE』の裏ジャケットからの流用で、表情が判らないように陰影を濃く加工されている。
また、歌詞カードの最後のページには、9thシングル『ALONE』までのDISCOGRAPHYが記載されている。
同時発売として、B.B.クィーンズ&Mi-Keによる同名のカラオケアルバムも発売されており、規格品番がBV(M)CK-5001で採番されている。本作品は、BV(M)CK-5002が採番されている。
現在、『BREAK THROUGH』以前の楽曲の代表原盤権はBMG JAPANの事業を継承したソニー・ミュージックエンタテインメント傘下のアリオラジャパンに存在するため、当作のように初期の楽曲とそれ以降のビーイングが代表原盤権を持つ楽曲の音源をそのまま混在させた作品を再び発売することは困難になっている。

## 収録曲
1. だからその手を離して (3:51)
2. 君の中で踊りたい (3:45)
3. OH!GIRL (4:11)
4. ROSY (4:55)
5. BAD COMMUNICATION (7:23)
6. となりでねむらせて (4:14)
7. BE THERE (4:14)
8. 太陽のKomachi Angel (4:11)
9. Easy Come, Easy Go! (4:41)
10. 愛しい人よGood Night... (6:16)
11. HOT FASHION (4:13)
12. LADY NAVIGATION (4:21)
13. 孤独のRunaway (5:03)
14. ALONE (5:58)